# Fernando Ariel González
Fernando Ariel González (* 2. dubna 1982 Buenos Aires) je argentinský zápasník – judista a sambista.

## Sportovní kariéra
S judem začínal v 5 letech v rodném Buenos Aires v barriosu (čtvrti) Valentín Alsina. Vrcholově se připravuje ve sportovním tréninkovém centru CeNARD pod vedením Tigrana Karganjana a Gustava Pascualiniho. V argentinské mužské reprezentaci se pohybuje od roku 2004 v pololehké váze do 66 kg. V roce 2008, 2012 a 2016 se na olympijské hry nekvalifikoval. V letech 2012 až 2014 reprezentoval Argentinu v příbuzném sportu sambo.

## Výsledky

### Judo
| Turnaj                  | 2006           | 2007           | 2008           | 2009           | 2010           | 2011           | 2012           | 2013           | 2014           | 2015           | 2016           | 2017           |
| Turnaj                  | 24             | 25             | 26             | 27             | 28             | 29             | 30             | 31             | 32             | 33             | 34             | 35             |
| Turnaj                  | pololehká váha | pololehká váha | pololehká váha | pololehká váha | pololehká váha | pololehká váha | pololehká váha | pololehká váha | pololehká váha | pololehká váha | pololehká váha | pololehká váha |
| ----------------------- | -------------- | -------------- | -------------- | -------------- | -------------- | -------------- | -------------- | -------------- | -------------- | -------------- | -------------- | -------------- |
| Olympijské hry          |                |                | —              |                |                |                | —              |                |                |                | —              |                |
| Mistrovství světa       |                | úč.            |                | —              | —              | —              |                | —              | —              | úč.            |                | —              |
| Panamerické hry         |                | —              |                |                |                | —              |                |                |                | 3.             |                |                |
| Panamerické mistrovství | —              | —              | —              | —              | —              | úč.            | 5.             | —              | 7.             | úč.            | 5.             | úč.            |
| Jihoamerické hry        | úč.            |                |                |                | —              |                |                |                | —              |                |                |                |

### Sambo
| Turnaj            | 2012 | 2013 | 2014 |
| Turnaj            | 30   | 31   | 32   |
| Turnaj            | -68  | -68  | -68  |
| ----------------- | ---- | ---- | ---- |
| Mistrovství světa | úč.  | úč.  | úč.  |